# Landschaftsschutzgebiet Sauerlandgraben
Das Landschaftsschutzgebiet Sauerlandgraben ein 19,82 ha großes Landschaftsschutzgebiet (LSG) östlich von Marsberg. Das Gebiet wurde 2008 mit dem Landschaftsplan Marsberg durch den Kreistag des Hochsauerlandkreises ausgewiesen. Es grenzt im Osten an die Stadt-, Kreis- und Landesgrenze.

## Beschreibung
Beim Landschaftsschutzgebiet Sauerlandgraben handelt es sich um ein sich von Süd nach Nord erstreckendes Trockental mit Acker und Grünland. Der südliche Teil des Gebietes wird von einem schmalen Heckenstreifen eingenommen, der sich entlang des Grabens erstreckt. Hier finden sich zum Teil alte Obstbäume. Weiter im Norden erweitert sich das Tal. Hier finden sich extensiv genutzte Wiesen, die magere Säume aufweisen. Die Wiesen sind mit Pferden und Kühen beweidet. Wertbestimmend ist das strukturreiche offene und magere Grünland, das zu den bedrohtesten Landschaften des Sauerlandes gehört mit seinem Netz aus Klein- und Saumbiotopen und dem abwechslungsreichen, kleinräumigen Relief. Das Magergrünland weist wertvolle Pflanzengesellschaften auf. Im LSG befindet sich das Gesetzlich geschützte Biotop nach § 30 BNatSchG Sauerlandgraben (BK-4519-0205), das mit 12,36 ha Flächengröße fast das gesamte LSG einnimmt.

## Schutzzweck
Die Ausweisung erfolgte zur Erhaltung, Ergänzung und Optimierung eines Grünlandbiotop-Verbundsystems in den Talauen und den Magergrünland-Gesellschaften in den Naturschutzgebieten, damit Tiere und Pflanzen Wanderungs- und Ausbreitungsmöglichkeiten behalten, und dient dem Erhalt der Vorkommen geschützter Vogelarten sowie dem Schutz artenreicher Pflanzengesellschaften.

## Rechtliche Rahmen
Das Landschaftsschutzgebiet Sauerlandgraben wurde als eines von 30 Landschaftsplangebieten vom Typ C, Wiesentäler und ornithologisch bedeutsames Offenland, ausgewiesen. Im Landschaftsplangebiet Marsberg gibt es auch drei Landschaftsschutzgebiete vom LSG Typ A, Allgemeiner Landschaftsschutz, wo unter anderem das Errichten von Bauten verboten ist. Ferner 17 Landschaftsschutzgebiete vom LSG Typ B, Ortsrandlagen und Landschaftscharakter, wo zusätzlich Erstaufforstungen und auch die Neuanlage von Weihnachtsbaumkulturen, Schmuckreisig- und Baumschulkulturen verboten sind. Wie in den anderen 29 Landschaftsschutzgebieten vom Typ C im Landschaftsplangebiet Marsberg besteht im Landschaftsschutzgebiet Sauerlandgraben zusätzlich ein Umwandlungsverbot von Grünland und Grünlandbrachen in Acker oder andere Nutzungsformen. Eine maximal zweijährige Ackernutzung innerhalb von zwölf Jahren ist erlaubt, falls damit die Erneuerung der Grasnarbe vorbereitet wird. Dies gilt als erweiterter Pflegeumbruch. Beim erweiterten Pflegeumbruch muss ein Mindestabstand von 5 m vom Mittelwasserbett eingehalten werden.